# 日本建築士事務所協会連合会
一般社団法人日本建築士事務所協会連合会（にほんけんちくしじむしょきょうかいれんごうかい、Japan Association of Architectural Firms）は、建築士事務所を構成員として都道府県ごとに設立された事務所協会を会員として組織し、建築士事務所の業務の適正な運営と健全な発展及び建築士事務所の開設者に設計等を委託する建築主の利益の保護を図り、公共の福祉の増進に寄与することを目的とした法人である。1962年9月14日全国建築士事務所連合会として設立。1975年5月1日社団法人全国建築士事務所協会連合会設立。1980年4月7日社団法人日本建築士事務所協会連合会に名称変更。2009年1月5日に法定団体となる。2013年4月1日一般社団法人に移行。略称「日事連」（にちじれん）。

## 概要
- 所在：東京都中央区八丁堀2丁目21番6号　八丁堀NFビル6階
- 会長：上野浩也